# Nguyễn Công Tạn
Nguyễn Công Tạn (1935 – 1 tháng 11 năm 2014) là một chính khách Việt Nam, nguyên Phó Thủ tướng Chính phủ. Ông là đại biểu Quốc hội Việt Nam khóa X, thuộc đoàn đại biểu tỉnh Hà Tây.

## Xuất thân
Ông quê tại xã Thái Sơn, huyện Thái Thụy, tỉnh Thái Bình.

## Giáo dục
Ông tốt nghiệp kỹ sư nông nghiệp, công tác chủ yếu trong ngành nông nghiệp.

## Sự nghiệp trong hoạt động nông nghiệp
Năm 1958 – 1960: Sau khi tốt nghiệp đại học tại Trung Quốc, ông công tác tại Vụ Trồng trọt, Bộ Nông lâm.
Năm 1960 – 1964: ông là cán bộ giảng dạy, Trưởng bộ môn Học viện Nông lâm, Bí thư chi bộ, Phó Bí thư Liên chi ủy; được bầu Ủy viên Ban Chấp hành T.Ư Đoàn Thanh niên Lao động Việt Nam (năm 1961). Ông cũng là đảng viên đảng Lao động Việt Nam trong suốt thời gian này.
Năm 1964 – 1966: ông học sau đại học tại Trung Quốc, làm Trưởng đoàn lưu học sinh Việt Nam, Bí thư chi bộ.
Trong những năm 60 và 70, ông là Thường vụ Trung ương Đoàn TNCSHCM, đi tiên phong trong phong trào thanh niên "Ba sẵn sàng", "Ba đảm đang" chống Mỹ cứu nước, tập hợp lực lượng trẻ đi xây dựng Khu kinh tế đầu tiên của Đoàn Thanh niên, khai sơn phá thạch, khẩn hoang ở vùng rừng Quốc gia Xuân Sơn (Phú Thọ).
Năm 1966 - 1970: ông làm Trưởng đoàn chỉ đạo của Bộ Nông nghiệp tại tỉnh Hòa Bình; Phó Bí thư Đảng ủy, Phó trưởng Ty Nông nghiệp Hòa Bình.
Năm 1971: ông làm Phó Giám đốc rồi Giám đốc, Phó Bí thư Đảng ủy Khu kinh tế Thanh niên Vĩnh Phú.
Năm 1977: ông làm Phó Tổng cục trưởng Tổng cục Cây trồng, Bộ Nông nghiệp; Phó Bí thư Đảng ủy Tổng cục.
Khi về Bộ Nông nghiệp (1978), ông làm Thứ trưởng phụ trách sản xuất tiên phong trong phần việc xây dựng vùng kinh tế mới ở miền Trung, miền Nam và khai hoang vùng Tây Nguyên, Đồng Tháp Mười, Tứ Giác Long Xuyên… góp phần giải quyết mục tiêu an ninh lương thực quốc gia và phân bổ lại lực lượng lao động, lực lượng sản xuất, khôi phục kinh tế nông nghiệp sau chiến tranh.
Năm 1982 ông chuyển công tác về Thành phố Hà nội giữ các chức vụ: Ủy viên Thường vụ Thành ủy Hà nội (1983), Phó Chủ tịch Ủy ban nhân dân TP Hà Nội, Phó bí thư Thành ủy Hà Nội (1986).
Tại các Đại hội Đảng VI (1986), VII (1991), VIII (1997) ông được bầu làm Ủy viên Ban Chấp hành Trung ương Đảng.
Năm 1987 ông được bổ nhiệm làm Bộ trưởng Bộ Nông nghiệp và công nghiệp thực phẩm và sau đó là Bộ trưởng Bộ Nông nghiệp và Phát triển Nông thôn đầu tiên (1995) khi sáp nhập các bộ Nông nghiệp và công nghiệp thực phẩm, Lâm nghiệp, Thủy lợi. Năm 1997 ông giữ chức vụ Phó Thủ tướng Chính phủ đến năm 2002.
Trong những năm 1990, 2000, ông là chủ biên của những chương trình lớn như chuyển dịch cơ cấu kinh tế nông nghiệp; phát triển kinh tế trang trại; chương trình rau, hoa, quả; chương trình giống quốc gia; chương trình thủy sản; chương trình trồng 5 triệu ha rừng; chương trình thủy lợi và thoát lũ ở Đồng bằng sông Cửu Long; chương trình khuyến nông
Ông là nhà quản lý hàng đầu trong ngành nông nghiệp Việt Nam, trưởng thành từ các cương vị: Giám đốc Khu kinh tế thanh niên, lãnh đạo cấp sở, thành phố, cấp bộ, cấp Chính phủ, tham gia Trung ương Đảng, Quốc hội. Ông đã từng trải qua lãnh đạo ngành nông nghiệp các thời kỳ kế hoạch tập trung bao cấp sang Đổi mới, sang thị trường và hội nhập; chứng kiến và góp phần xây dựng những mốc tiến hóa trong nông nghiệp nước ta: Chỉ thị 100 (1981), Nghị quyết 10 (1988), xóa bỏ tem phiếu, sổ gạo, được Liên Hợp quốc tặng giải thưởng Thiên Niên kỷ cho Việt Nam về An ninh lương thực quốc gia và xóa đói giảm nghèo
Ông là Trưởng ban soạn thảo Luật Đất đai năm 1993, chủ trì xây dựng Luật Tài nguyên nước, Luật Phát triển rừng, Luật Đê điều, Luật Thú y, Luật Bảo vệ thực vật.
Ngoài ra ông còn là Chủ tịch Hội hữu nghị Việt Nam – Trung Quốc.

## Nghỉ hưu và Qua đời
Sau khi nghỉ hưu ông thành lập trường Đại học Thành Tây tại quận Hà Đông, Hà Nội và luôn quan tâm đến lĩnh vực nông nghiệp. Năm 2007 ông làm Chủ tịch Hiệp hội các doanh nghiệp vừa và nhỏ ngành nghề nông thôn (Varisme).
Ngày 1 tháng 11 năm 2014, ông đột ngột qua đời khi đang điều trị tại Bệnh viện Trung ương Quân đội 108, Hà Nội.
Lễ viếng được tổ chức tại Nhà Tang lễ Quốc gia, số 5 Trần Thánh Tông, Hà Nội vào ngày 8 tháng 11 cùng năm theo nghi thức cấp Nhà nước, đông đảo lãnh đạo, nguyên lãnh đạo Đảng và nhà nước ở 2 miền cũng đã tới viếng, trưa chiều cùng ngày linh cữu được đưa ra xe tang để đưa về huyện Ba Vì thể theo di nguyện của ông và nguyện vọng của gia đình. Tại huyện Ba Vì, lễ thăm viếng đã được diễn ra cũng cùng ngày tại đây, có các lãnh đạo, nguyên lãnh đạo Đảng và nhà nước ở 2 miền và gia đình đã đến viếng. Linh cữu của Nguyễn Công Tạn được hỏa táng và sau đó tro cốt của ông được an táng tại Công viên nghĩa trang Vĩnh Hằng, thành phố Hà Nội.

## Gia đình
Ông có con trai là kỹ sư nông nghiệp Nguyễn Trường Thắng, nguyên Tổng Giám đốc Tổng công ty Vật tư Nông nghiệp (Vigecam) thuộc Bộ Nông nghiệp và Phát triển Nông thôn.